# Maria Domènech Perich
Maria Domènech Perich (ur. 1913 w Gironie, zm. w 1997 r. w Banyoles) – hiszpańska i katalońska aktywistka komunistyczna i antyfaszystowska. 

## Życiorys
Pochodziła z rodziny robotniczej, była najstarszą z sześciorga dzieci. Była z zawodu krawcową. 
W momencie wybuchu hiszpańskiej wojny domowej cała rodzina zaangażowała się w walkę po stronie Republiki Hiszpańskiej. Bracia Marii ochotniczo wstąpili do armii, zaś ona sama razem z siostrami wstąpiła do Unii Kobiet, organizacji związanej ze Zjednoczoną Socjalistyczną Partią Katalonii (PSUC). Maria Domènech Perich została również przewodniczącą sekcji kobiecej Komunistycznej Młodzieży Hiszpanii w Banyoles i współpracowała z Międzynarodową Organizacją Pomocy Rewolucjonistom. 
6 maja 1938 r. jako druga w historii - po Marii Banal i Pinedzie - kobieta objęła mandat radnej Banyoles, zajmując miejsce po Narcísie Saubím, również polityku Zjednoczonej Socjalistycznej Partii Katalonii, który ochotniczo udał się na front. W radzie miejskiej odpowiadała za sprawy związane z kulturą i kwestiami społecznymi. Kierowała również antyfaszystowską organizacją Dona Catalana Antifeixista.
Po zajęciu Katalonii przez frankistów udała się na emigrację do Francji. Przez pewien czas przebywała w obozie internowania, podobnie jak jej siostry Carmelita i Teresa. Zdecydowała się jednak na nielegalny powrót do Hiszpanii, by wziąć udział w próbie odbudowy rozbitej Zjednoczonej Socjalistycznej Partii Katalonii. W czerwcu 1939 r. nielegalnie przekroczyła granicę francusko-hiszpańską i udała się do Banyoles, gdzie nawiązała kontakt z działaczami, którzy nie wyjechali z kraju i zaczęła pracę nad tworzeniem podziemnych struktur partyjnych. Jeszcze w tym samym roku wróciła do Perpignan we Francji, po czym w grudniu 1939 r. ponownie przybyła do Hiszpanii, by spotkać się z Alejandro Matosem, który kierował odbudowywanymi komórkami partii w Barcelonie. Korespondencja między Matosem a partyjnym ośrodkiem w Perpignan została jednak przechwycona. Policja frankistowska aresztowała najpierw Domènech Perich krótko po jej przybyciu do Katalonii, a następnie zatrzymała również ponad 50 innych działaczy PSUC. Maria Domènech Perich została poddana brutalnemu śledztwu, była torturowana. 21 marca 1941 r. sąd wojskowy skazał ją na 30 lat więzienia. Karę odbywała w więzieniu Les Corts w Barcelonie. Po dziesięciu latach została warunkowo zwolniona, w 1961 r. darowano jej resztę kary. Na karę 12 lat więzienia skazano również jej ojca, któremu zarzucono członkostwo w PSUC i wspieranie działań córki, gdy ta w 1939 r. usiłowała odbudowywać struktury partyjne.
Po opuszczeniu więzienia żyła w Barcelonie i do odejścia na emeryturę w 1978 r. pracowała dla fundacji Marii Raventos, prowadzącej schronisko dla samotnych matek. Zmarła w 1997 r. W Banyoles jedną z ulic nazwano jej imieniem.